# Pierre Larquey
Pierre Larquey, född 10 juli 1884 i Cénac, Gironde, död 17 april 1962 i Maisons-Laffitte, var en fransk skådespelare. Han medverkade i över 200 filmer, ofta i större biroller.

## Filmografi, urval
- 1934 – Spelet om kärleken och ödet
- 1934 – En helafton i Paris
- 1934 – Moderna gycklare
- 1934 – Madame Bovary
- 1935 – Kärlekens fanfar
- 1935 – Lyckliga dagar
- 1937 – Aristokraternas klubb
- 1937 – Den gröna fracken
- 1940 – Innanför bränningarna
- 1942 – Mördaren utan ansikte
- 1943 – Djävulens hand
- 1943 – Korpen
- 1946 – Fresterskan från Paris
- 1947 – Polishuset
- 1948 – Natthotellet
- 1955 – De djävulska
- 1957 – Tjuvar och älskare
- 1957 – Häxdansen
- 1957 – Spionerna
- 1961 – Dolt bevis